# Begitning
Begitning er farvet flydende fint ler, pibeler, som man påfører et stykke keramik for at give den en dekorativ overflade.

## Note
1. ↑  begitning — Den Danske Ordbog